# Carthamus catrouxii
Carthamus catrouxii là một loài thực vật có hoa trong họ Cúc. Loài này được (Emb. ex Maire) Greuter mô tả khoa học đầu tiên năm 2003.